# NGC 2715
NGC 2715 là một thiên hà xoắn ốc trong chòm sao Lộc Báo. Nó được phát hiện vào năm 1871 bởi Alphonse Borrelly. Nó là một thiên hà xoắn ốc trung gian rộng 4,9 phút cung.
SN 1987M, một siêu tân tinh được phát hiện trong NGC 2715.